# ЈЖ серије 441
ЈЖ серије 441 је једнофазна електрична локомотива, која је направљена за Југословенске железнице. Данас је користе, поред Железница Федерације Босне и Херцеговине (ЖФБХ серија 441), Железнице Републике Српске, Хрватске железнице (ХЖ серија 1141), Железнице Србије (ЖС серија 441) и Железнички превоз Термоелектране Никола Тесла, Македонске железнице, Турске државне железнице и Румунске железнице.

## Историја
Серија је базирана на лиценци компаније АСЕА. Била је пројектована да се користи као локомотива за путнички и теретни саобраћај. Након електрификације главних железничких пруга крајем 1960-их и почетком 1970-их, биле су потребне снажне локомотиве за теретни саобраћај, и то оне које би могле да достигну брзине до 160 km/h на југословенским железницама, што се видело код локомотиве АСЕА. Након тога, 1970. године, фабрика Раде Кончар из Загреба је, заједно са Машинском индустријом из Ниша, добила лиценцу за производњу „ЈЖ серије 441“. Оригинална верзија је имала диодни селектор напона, док је  модернизована серија је имала такође и тиристорски селектор напона и рачунар, а касније је једна подсерија добила и надзорне камере.

## Брзина
У зависности од подсерије, 1xx, 2xx или 3xx, неке верзије серије 441 могле су да се крећу максималном брзином од 100 km/h, 120 km/h, 140 km/h или 160 km/h (најновије верзије).
Већина локомотива је била за 120 km/h које су коришћене за путнички и теретни саобраћај.
Локомотиве са максималном брзином од 140 km/h коришћене су само за превоз путника, док су оне са 160 km/h биле веома ретке.
Модели са већим брзинама могли су да носе мању тежину, па су коришћени само за превоз путника или терета са лакшим теретима, док су модели са нижим максималним брзинама могли да носе већи терет, па су коришћени и за превоз тежег терета.

## Галерија
- Цртеж оригиналне ЈЖ локомотиве
- Стандардна комбинација Железница Србије
- Цртеж нове комбинације боја „ХЖ вуча влакова“
- Стандардна комбинација боја ЖРС
- Посебна комбинација боја ЖФБиХ
- Цртеж стандардне комбинације боја ЖФБиХ